# Beau (voornaam)
Beau (ook Béau) is een voornaam die zowel voor jongens als voor meisjes gebruikt wordt. De naam stamt mogelijk af van het Franse woord beau, dat mooi betekent.
Onder anderen de Britse dandy's Beau Brummell (1778-1840) en Beau Nash (1674-1762) verwierven hun bijnaam Beau vanwege hun knappe voorkomen.

## Bekende naamdragers
- Beau van Erven Dorens (1970), Nederlands presentator
- Beau Garrett (1982), Amerikaanse actrice
- Beau Hoopman (1980), Amerikaans roeier